# Saint Lucia Labour Party
Die Saint Lucia Labour Party (SLP) ist eine politische Partei in St. Lucia, die zur mitte-linken Sozialdemokratie ausgerichtet ist.

## Geschichte

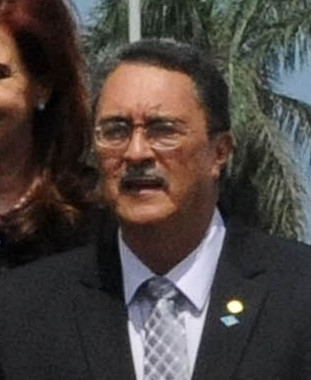
Kenneth Anthony war Vorsitzender der SLP und von 1997 bis 2006 sowie erneut von 2011 bis 2016 Premierminister von St. Lucia

Die Saint Lucia Labour Party (SLP) wurde 1950 von George Charles und anderen gegründet. Nach der Wahl von 1951 hatte sie bis 1964 die Mehrheit im Saint Lucia Legislative Council, dem Legislativrat von St. Lucia, das zu den Inseln über dem Winde gehörte. Während dieser Zeit gehörte es zwischen dem 3. Januar 1958 und dem 31. Mai 1962 als Provinz zur Westindischen Föderation. George Charles war vom 1. Januar 1960 bis April 1964 Chefminister. 1964 verlor die SLP die Wahlen zur St. Lucia Assembly gegen die United Workers Party (UWP) von John Compton und verblieb bis zur Unabhängigkeit am 22. Februar 1979 in der Opposition.
Aus den ersten Wahlen zur Unabhängigkeit ging die SLP mit 12 der 17 Sitze im Unterhaus (House of Assembly) als stärkste Partei hervor und stellte mit Allan Louisy (2. Juli 1979 bis 4. Mai 1981) sowie im Anschluss Winston Cenac (4. Dezember 1981 bis 17. Januar 1982) den Premierminister. Parteiinterne Abspaltungen innerhalb der Partei und der Wechsel im Amt des Premierministers führten zum Verlust der Unterstützung, so dass die SLP die Wahlen 1982 verloren hatte und sich bis 1997 wieder in der Opposition befand.
1997 gelang der SLP ein landesweiter Sieg, so dass sie 16 der 17 Sitze im Versammlungshaus stellen konnte. Daraufhin wurde Kenneth Anthony am 24. Mai 1997 neuer Premierminister, der auch die Wahlen 2001 mit 14 der 17 Sitze deutlich gewann. In dem Wahlprogramm Stay with Labour. Keep St Lucia Moving stellte die SLP ihre Verbesserungen in der Infrastruktur (Fischerei, Landstraßen, Straßenbeleuchtung, Telekommunikation und eGovernment) hervor sowie das wachsende Bruttoinlandsprodukt bei gleichzeitig gesunkener Arbeitslosigkeit. Das Wahlprogramm stellte des Weiteren heraus, in der Regierungszeit der SLP eine „egalitärere Gesellschaft“ (‚more egalitarian society‘) mit besseren sozialen Dienstleistungen geschaffen zu haben und rief dazu auf, die seit 1997 bestehende „gute Arbeit weiterzumachen“ (‚keep up the good work‘). Gleichwohl verlor die SLP die Wahlen 2006 und erreichte nur noch sechs Sitze, so dass Anthony am 15. Dezember 2006 von John Compton abgelöst war, der nunmehr zum dritten Mal seit der Unabhängigkeit Premierminister wurde.
2011 trat die SLP mit dem Wahlprogramm Our Blueprint for Growth. Building a better Saint Lucia an und gewann die Wahlen mit elf der 17 Sitze. Daraufhin wurde Kenneth Anthony am 30. November 2011 erneut Premierminister. Bei den darauf folgenden Wahlen 2016 trat die SLP mit dem Wahlprogramm Making our country better together an. Sie verlor jedoch die Wahlen gegen die UWP von Allen Chastanet und kam wieder nur noch auf sechs Mandate im 17-köpfigen House of Assembly. Daraufhin trat Kenneth Anthony als Parteivorsitzender zurück und wurde am 18. Juni 2016 vom bisherigen Stellvertretenden Premierminister Philip Pierre abgelöst.

## Wahlergebnisse seit der Unabhängigkeit 1979
| Wahljahr                       | 1979    | 1982    | 1987 (1. Wahl) | 1987 (2. Wahl) | 1992    | 1997    | 2001    | 2006    | 2011    | 2016    | 2021    |
| ------------------------------ | ------- | ------- | -------------- | -------------- | ------- | ------- | ------- | ------- | ------- | ------- | ------- |
| Wählerstimmen                  | 25.292  | 8.122   | 18.889         | 21.515         | 25.560  | 44.203  | 34.053  | 36. 604 | 42.620  | 37.172  | 43.799  |
| Prozentualer Anteil            | 56,21 % | 16,74 % | 38,21 %        | 40,80 %        | 43,00 % | 61,37 % | 56,01 % | 48,32 % | 50,96 % | 40,09 % | 50,14 % |
| Gewinn / Verlust               | +11,55  | −39,46  | +21,46         | +2,59          | +2,20   | +18,37  | −5,36   | −7,69   | +2,64   | −6,92   | +10,05  |
| Mandate (Gesamtzahl der Sitze) | 12 (17) | 2 (17)  | 8 (17)         | 8 (17)         | 6 (17)  | 16 (17) | 14 (17) | 6 (17)  | 11 (17) | 6 (17)  | 13 (17) |

## Derzeitige Abgeordnete
Im 2016 gewählten House of Assembly ist die SLP mit folgenden sechs Abgeordneten vertreten:
| Wahlkreis        | Abgeordneter            |
| ---------------- | ----------------------- |
| Castries East    | Philip Pierre           |
| Vieux Fort South | Kenneth „Kenny“ Anthony |
| Castries South   | Ernest Hilaire          |
| Laborie          | Alva Baptiste           |
| Vieux Fort North | Moses „Musa“ Baptiste   |
| Dennery North    | Shawn Edward            |